# Buninzsina
Buninzsina románul: Buninginea, falu Romániában, Erdélyben, Fehér megyében.

## Fekvése
Abrudfalva közelében, attól délnyugatra fekvő település.

## Története
Buninzsina nevét 1850-ben említette először oklevél Bunyinyzsina, Buninyeres, 1909-ben Buninzsina, AbrudSat-Buninginea > Buninginea néven volt említve.
Buninzsina korábban Abrudfalva része volt, 1850-ben 735 lakossal, melyből 732 román, 3 cigány volt. Később különvált Gheduleşti, Mătişeşti és Morăreşti is.
1956-ban 593 lakosa volt. 1966-ban 234, 1977-ben 185, 1992-ben 143, 2002-ben pedig 140 román lakosa volt.